# Fodros császárlégykapó
A fodros császárlégykapó (Arses telescopthalmus) a madarak osztályának verébalakúak (Passeriformes) rendjébe és a császárlégykapó-félék (Monarchidae) családjába  tartozó faj.

## Rendszerezése
A fajt René Primevère Lesson és Prosper Garnot írták le 1827-ben, a Muscicapa nembe Muscicapa telescopthalmus néven.

## Alfajai
- Arses telescopthalmus aruensis Sharpe, 1879
- Arses telescopthalmus batantae Sharpe, 1879
- Arses telescopthalmus harterti Oort, 1909
- Arses telescopthalmus henkei A. B. Meyer, 1886
- Arses telescopthalmus lauterbachi Reichenow, 1897
- Arses telescopthalmus telescopthalmus (Lesson & Garnot, 1827)[2]

## Előfordulása
Új-Guinea szigetén, Indonézia és Pápua Új-Guinea területén honos. Természetes élőhelyei szubtrópusi és trópusi síkvidéki és hegyi esőerdők. Állandó, nem vonuló faj.

## Megjelenése
Testhossza 15–16 centiméter, testsúlya 12–15 gramm.

## Életmódja
Ízeltlábúakkal táplálkozik.

## Természetvédelmi helyzete
Az elterjedési területe rendkívül nagy, egyedszáma pedig stabil. A Természetvédelmi Világszövetség Vörös listáján nem fenyegetett fajként szerepel.

## Külső hivatkozások
- Képek az interneten a fajról
- Internet Bird Collection - videók a fajról
- Xeno-canto.org - a faj hangja és elterjedési területe